# Армин Синанчевић
Армин Синанчевић (Пријепоље, 14. август 1996) српски је атлетичар у дисциплини бацање кугле. 

## Спортска каријера
Члан је Црвене звезде, а пре тога је наступао за Полет из Пријепоља. Учествовао је на Светском првенству у атлетици на отвореном 2019. године. Две године касније, завршио је на седмом месту на Европском првенству у дворани 2021, које је одржано у пољском Торуњу.
Изборио је норму за Олимпијске игре 2020. године у Токију, где је у финалу освојио 7. место. Синанчевић је рекордер Србије у бацању кугле са хицем од 21,88 м на отвореном.
Освојио је златну медаљу на Медитеранским играма 2022. године у Орану у дисциплини бацање кугле. На Европском првенству у Минхену 2022, освојио је сребрну медаљу, што је прва медаља за Србију после шест година на Европским првенствима.

## Значајнији резултати
| Представљајући Србију | Представљајући Србију | Представљајући Србију | Представљајући Србију | Представљајући Србију | Представљајући Србију |
| Година                | Такмичење             | Место                 | Пласман               | Дисциплина            | Резултат              |
| --------------------- | --------------------- | --------------------- | --------------------- | --------------------- | --------------------- |
| 2019.                 | Светско првенство     | Доха, Катар           | 4. (кв)               | бацање кугле          | 21.51                 |
| 2021.                 | Олимпијске игре       | Токио, Јапан          | 7. (финале)           | бацање кугле          | 20.89                 |
| 2022.                 | Медитеранске игре     | Оран, Алжир           | 1.                    | бацање кугле          | 21.29                 |
| 2022.                 | Европско првенство    | Минхен, Немачка       | 2.                    | бацање кугле          | 21.39                 |